# Фрауэнфельд
Фрауэнфельд (нем. Frauenfeld) — город в Швейцарии, столица кантона Тургау.
Входит в состав округа Фрауэнфельд. Население составляет 25 781 человек (на 31 декабря 2019 года). Официальный код — 4566.

## История
В начале 1200-х годов начинается строительство замка и часовни, вокруг которой со временем образовалось поселение, что положило начало будущему городу. Впервые упоминается как город в 1286 году. Конституция 1798 года назначила Фрауэнфельд главным городом кантона Тургау

## Известные уроженцы
- Фридолин Андерверт — швейцарский политик.
- Вальтер Гесс — швейцарский физиолог, лауреат Нобелевской премии по физиологии и медицине в 1949 году.
- Конрад Дасиподий — швейцарско-французский математик и астроном, профессор Страсбургского университета.
- Альфред Ильг — швейцарский инженер и доверенное лицо императора Эфиопии Менелика II.
- Юлиус Магги — швейцарский кулинар и предприниматель.
- Мерикофер, Иоганн Каспар — швейцарский богослов, филолог и историк церкви, священник.
- Фабиан Фрай — швейцарский футболист, полузащитник.
- Генрих Хеберлин — швейцарский политик, президент.
- Коринна Хофманн — швейцарская писательница.
- Паскаль Цубербюлер — швейцарский футболист, вратарь.
- Аня Штифель — швейцарская хоккеистка.

## Фотографии
- Город Фрауэнфельд в хронике Йохана Штумпфа (нем. Johannes Stumpf), 1548
- Ратуша
- Замок